# (9313) Protea
(9313) Protea ist ein Hauptgürtelasteroid. Er wurde am 13. Februar 1988 am La-Silla-Observatorium der ESO entdeckt. 
Sein Name geht zurück auf die Familie der Silberbaumgewächse („Proteaceae“).